# Verbascum turkestanicum
Verbascum turkestanicum är en flenörtsväxtart som beskrevs av Adrien René Franchet. Verbascum turkestanicum ingår i släktet kungsljus, och familjen flenörtsväxter. Inga underarter finns listade i Catalogue of Life.